# Labrador retriever
Labrador retriever (også blot kaldet Labrador, eller Lab) regnes for at være den mest udbredte hunderace i verden, og kaldes derfor ofte også Verdensracen (The World Breed). Den er den mest talrige hunderace i USA, Storbritannien, Canada, Australien, Holland og Ungarn, samt i Danmark, hvor mere end hver tiende registrerede hund er en Labrador retriever. Labrador retrieveren er en jagthund af gruppen af apporterende hunde.

## Beskrivelse
Labrador retrieveren er en godmodig og alsidig race, som særligt er kendetegnet ved dens rolige og menneskekærlige sind, at den er forholdsvis smidig og adræt, og er særlig god til at svømme.
Labrador retrieveren er velegnet som familiehund og er kendt for at være glad for børn og venlig mod fremmede, og for at være god til at omgås andre hunde og komme godt ud af det med andre kæledyr.
Labradoren er samtidig lydhør og arbejdsom, og i stand til at yde en stor og stabil indsats i arbejdssituationen. Den kræver derfor en del aktivering og motion for at fungere optimalt.
Labradoren anvendes pga. sin alsidighed, lærevillighed og kvalitet som arbejdshund til en lang række funktioner: som jagthund (særligt til vandapportering af fugle), tjenestehund for politi og redningstjeneste, samt som servicehund for blinde og handicappede, særligt i USA og Danmark.
Labrador retrieveren har generelt set færre adfærdsproblemer end stort set alle andre hunderacer i Danmark. Særligt problemer med aggression mod børn og frygt for fremmede ses yderst sjældent hos labradoren, sammenlignet med andre hunderacer.

## Historie
Labradoren stammer oprindeligt fra øen Newfoundland i Canada, hvor man krydsede forskellige vandapporterende hunde med Newfoundlænderen, for at få en noget lettere, men stadig arbejdsom og stabil, arbejdshund. Oprindeligt blev de kaldt "St. John's Water Dog", "St. John's Dog" (efter øens hovedstad, St. John) eller "Lesser Newfoundland Dog". Navnet Labrador fik de først efter at være blevet bragt til England i løbet af 1800-tallet.

## Pelsfarve og genetik
Labradoren findes i tre forskellige farvevarianter: sort, gul og brun (også kaldet: chokoladefarvet). Hvilken farve hunden får bestemmes af hvilke gener der optræder to bestemte steder i hundens arvemasse (DNA), kaldet Locus B og Locus E. Locus B bestemmer tætheden af pelsens farvekorn og afgør om hunden bliver sort eller brun, og Locus E bestemmer om der overhovedet produceres farvestof, og dermed om hunden bliver gul eller en af de mørke farver. Den gule variant kan variere fra næsten hvid (off-white) til gylden eller rødlig.
Labradoren har som alle andre hunde 78 kromosomer (mod menneskets 46), ordnet parvis i 39 par. For hvert par gælder det at det ene kromosom arves fra moren, det andet fra faren. Locus B og Locus E findes således begge i to udgaver hos hver enkelt hund, på det kromosom som er arvet fra moren, og på det kromosom som er arvet fra faren. Genvarianterne for gul og brun er recessive gener, dvs. de skal optræde på begge kromosomer (=være homozygote) for give henholdsvis brun eller gul pelsfarve, mens de varianter der resulterer i sort pelsfarve er dominante, og derfor kun behøver at optræde på en enkelt af kromosomerne, for at resultere i sort pelsfarve.
Det betyder, at hvis vi tager udgangspunkt i sort, som er den almindeligste farve, så bliver pelsen sort, hvis genet for den sorte variant (normalt skrevet med stort B eller stort E) er til stede på mindst et af kromosomerne, ved både Locus B og Locus E.
Følgende kombinationer giver derfor sort pelsfarve: (B/B E/E) = type I, (B/B E/e) = type II, (B/b E/E) = type III & (B/b E/e) = type IV.
Er genet for gen gule variant (lille e) til stede på begge kromosomer ved Locus E, bliver pelsen gul, uanset hvilke gener der findes på Locus B.
Følgende kombinationer giver derfor gul pelsfarve: (B/B e/e) = type V, (B/b e/e) = type VI & (b/b e/e) = type VII.
Gule hunde med gentype VII er desuden kendetegnet ved en leverfarvet næse.
Er genet for den brune variant (lille b) til stede på begge kromosomer ved Locus B, bliver pelsen brun (med mindre genet for gen gule variant (lille e) til stede på begge kromosomer ved Locus E – så bliver pelsen gul og næsen leverfarvet).
Følgende kombinationer giver derfor brun pelsfarve: (b/b E/E) = type VIII & (b/b E/e) = type IX
Fordelingen af pelsfarver i et kuld kan dermed bestemmes ud fra følgende skema (gul* = helt eller delvist med leverfarvet næse):
| Pelsfarvevariation i labradorkuld ved blanding af forskellige gentyper | Pelsfarvevariation i labradorkuld ved blanding af forskellige gentyper | Pelsfarvevariation i labradorkuld ved blanding af forskellige gentyper | Pelsfarvevariation i labradorkuld ved blanding af forskellige gentyper | Pelsfarvevariation i labradorkuld ved blanding af forskellige gentyper | Pelsfarvevariation i labradorkuld ved blanding af forskellige gentyper | Pelsfarvevariation i labradorkuld ved blanding af forskellige gentyper | Pelsfarvevariation i labradorkuld ved blanding af forskellige gentyper | Pelsfarvevariation i labradorkuld ved blanding af forskellige gentyper | Pelsfarvevariation i labradorkuld ved blanding af forskellige gentyper |
| ---------------------------------------------------------------------- | ---------------------------------------------------------------------- | ---------------------------------------------------------------------- | ---------------------------------------------------------------------- | ---------------------------------------------------------------------- | ---------------------------------------------------------------------- | ---------------------------------------------------------------------- | ---------------------------------------------------------------------- | ---------------------------------------------------------------------- | ---------------------------------------------------------------------- |
| gentype                                                                | I.(sort)                                                               | II.(sort)                                                              | III.(sort)                                                             | IV.(sort)                                                              | V.(gul)                                                                | VI.(gul)                                                               | VII.(gul*)                                                             | VIII.(brun)                                                            | IX.(brun)                                                              |
| I.(sort)                                                               | sort                                                                   | sort                                                                   | sort                                                                   | sort                                                                   | sort                                                                   | sort                                                                   | sort                                                                   | sort                                                                   | sort                                                                   |
| II.(sort)                                                              | sort                                                                   | 3/4 sort 1/4 gul                                                       | sort                                                                   | 3/4 sort 1/4 gul                                                       | 1/2 sort 1/2 gul                                                       | 1/2 sort 1/2 gul                                                       | 1/2 sort 1/2 gul                                                       | sort                                                                   | 3/4 sort 1/4 gul                                                       |
| III.(sort)                                                             | sort                                                                   | sort                                                                   | 3/4 sort 1/4 brun                                                      | 3/4 sort 1/4 brun                                                      | sort                                                                   | 3/4 sort 1/4 brun                                                      | 1/2 sort 1/2 brun                                                      | 1/2 sort 1/2 brun                                                      | 1/2 sort 1/2 brun                                                      |
| IV.(sort)                                                              | sort                                                                   | 3/4 sort 1/4 gul                                                       | 3/4 sort 1/4 brun                                                      | 9/16 sort 1/4 gul 3/16 brun                                            | 1/2 sort 1/2 gul                                                       | 1/2 gul* 3/8 sort 1/8 brun                                             | 1/2 gul* 1/4 sort 1/4 brun                                             | 1/2 sort 1/2 brun                                                      | 3/8 sort 3/8 brun 1/4 gul*                                             |
| V.(gul)                                                                | sort                                                                   | 1/2 sort 1/2 gul                                                       | sort                                                                   | 1/2 sort 1/2 gul                                                       | gul                                                                    | gul                                                                    | gul                                                                    | sort                                                                   | 1/2 sort 1/2 gul                                                       |
| VI.(gul)                                                               | sort                                                                   | 1/2 sort 1/2 gul                                                       | 3/4 sort 1/4 brun                                                      | 1/2 gul* 3/8 sort 1/8 brun                                             | gul                                                                    | gul*                                                                   | gul*                                                                   | 1/2 sort 1/2 brun                                                      | 1/2 gul* 1/4 sort 1/4 brun                                             |
| VII.(gul*)                                                             | sort                                                                   | 1/2 sort 1/2 gul                                                       | 1/2 sort 1/2 brun                                                      | 1/2 gul* 1/4 sort 1/4 brun                                             | gul                                                                    | gul*                                                                   | gul                                                                    | brun                                                                   | 1/2 gul* 1/2 brun                                                      |
| VIII.(brun)                                                            | sort                                                                   | sort                                                                   | 1/2 sort 1/2 brun                                                      | 1/2 sort 1/2 brun                                                      | sort                                                                   | 1/2 sort 1/2 brun                                                      | brun                                                                   | brun                                                                   | brun                                                                   |
| IX.(brun)                                                              | sort                                                                   | 3/4 sort 1/4 gul                                                       | 1/2 sort 1/2 brun                                                      | 3/8 sort 3/8 brun 1/4 gul*                                             | 1/2 sort 1/2 gul                                                       | 1/2 gul* 1/4 sort 1/4 brun                                             | 1/2 gul* 1/2 brun                                                      | brun                                                                   | 3/4 brun 1/4 gul*                                                      |

Ud fra ovenstående skema kan man fastlægge nogle få tommelfingerregler:
Parrer man to gule hunde bliver alle hvalpe gule. Parrer man to brune hunde får man stort set kun brune hvalpe, dog af og til enkelte gule hvalpe med leverfarvet næse. Parrer man en brun og en gul hund, eller sort med sort eller en anden farve kan man til gengæld få alle pelsfarver, selvom sort og sort dog oftest giver sorte hvalpe, og gul og sort oftest giver et kuld som består af både sorte og gule hvalpe.